# Maria Sibylla Merian
Maria Sibylla Merian (Cidade Livre de Frankfurt, 2 de abril de 1647 – Amsterdam, 13 de janeiro de 1717) foi uma naturalista e ilustradora científica alemã que estudou plantas e insetos e fez pinturas detalhadas sobre eles. Maria Sibylla era descendente do ramo suíço da família Merian e foi uma das primeiras naturalistas a observar insetos diretamente.
Seu conhecimento científico começou com seu padrasto, Jacob Marrel, estudante e aprendiz do pintor Georg Flegel. O primeiro livro publicado de Maria Sibylla foi lançado em 1675, com várias ilustrações naturais. Na adolescência começou a colecionar insetos e aos 13 anos criava bichos da seda. Em 1679, publicou o primeiro de dois volumes sobre lagartas, com o segundo sendo publicado em 1683. Cada volume continha 50 pranchas gravadas e destacadas por Sibylla. Além da ilustração, ela também documentou os processos de metamorfose e as plantas hospedeiras de 186 espécies de insetos da Europa, com ilustrações e descrições de seus ciclos de vida. 
Em 1699, viajou para o Suriname, ainda uma colônia holandesa, para estudar e registrar diversos insetos tropicais. Em 1705, publicou Metamorphosis insectorum Surinamensium, obra que influenciou diversos outros naturalistas do período com suas vívidas imagens coloridas de animais do Novo Mundo. Devido à sua cuidadosa e detalhista observação e registro da metamorfose da borboleta, é considerada por David Attenborough como uma das mais importantes estudiosas da entomologia. Foi a grande entomóloga da sua geração, elevando o conhecido sobre insetos na época através de seus estudos e ilustrações.

## Biografia
Maria Sibylla nasceu em 1647, na Cidade Livre de Frankfurt. Era filha do gravurista Matthäus Merian, o Velho, que morreu quando ela tinha apenas 3 anos, em 1650. Sua mãe, Johanna Sibila Heim, era a segunda esposa de Matthäus Merian. Maria Sibylla era a 9 filha do casal. Mais tarde, o padrasto de Maria Sibylla, Jakob Marell, famoso por suas pinturas de flores, estimulou as artes em Maria e ensinou-lhe como desenhar e pintar. Aos 13 anos, ela pintou seus primeiros quadros de insetos e plantas, baseando-se nos espécimes que capturava. Desde pequena, teve acesso a livros de história natural que foram essenciais em sua carreira posterior.
| “ | Na minha juventude, passei meu tempo a investigar insetos. No início, comecei com bicho da seda na minha cidade natal, Frankfurt. Percebi que lagartas produziam lindas borboletas ou mariposas, os bichos da seda faziam a mesma coisa. Isso levou-me a recolher todas as lagartas que eu pudesse encontrar, para ver como elas mudavam. | ” |

Em maio de 1665, Maria casou-se com o aprendiz de Marrel, Johann Andreas Graff, de Nuremberg. Seu pai era poeta e diretor da escola local de ensino médio, uma das principais escolas do século XVII na Alemanha. Em janeiro de 1668, nasceu a primeira filho do casal, Johanna Helena Herolt. A família se mudaria para Nuremberg em 1670. Maria continuou seus estudos e suas ilustrações, trabalhando principalmente com linho e pergaminho, criando padrões para bordados. Deu algumas aulas de desenho para filhas solteiras de famílias ricas, o que ajudaram financeiramente a família e elevou seu status social.
Trabalhando com famílias ricas Maria teve acesso a ricos jardins mantidos pela elite de Nuremberg, onde ela continuou colecionando insetos e desenhando. em 1675, ela ingressou na academia de Joachim von Sandrart. Além de pintar flores, Maria também fez gravuras e impressões em cobre. Foi como estudante da escola de Sandrart que ela publicou seus primeiros livros com flores. em 1678, nasceu sua segunda filha, Dorothea Maria.
Ainda que outras pintoras do período, contemporâneas de Maria, como Margaretha de Heer, incluíssem insetos em suas ilustrações de plantas e flores, apenas Maria Sibylla fazia estudos científicos dos insetos. Outras mulheres vinham colecionando borboletas, mas o naturalismo amador era um privilégio quase que exclusivamente masculino. Em 1679, publicou seu primeiro livro sobre insetos, uma edição em dois volumes que focava na metamorfose de insetos.
Em 1678, a família mudou-se novamente, para Frankfurt am Main, porém seu casamento era infeliz. Ela acabou se mudando para morar com sua mãe após a morte do padrasto, em 1681. Em 1683, viajou para Gottorp, onde se interessou pela comunidade labadista. Em 1685, ela viajou com a mãe, o marido e as filhas para Friesland, onde seu meio irmão Caspar morava desde 1677. De 1685 a 1691, a família e sua mãe moraram com a comunidade labadista, onde Maria estudou história natural e latim, o idioma no qual os livros científicos eram publicados. Observou o nascimento e desenvolvimento de sapos, coletou e dissecou alguns deles.

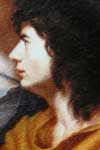
Seu irmão Caspar Merian

### Amsterdã
Em 1690, sua mãe morreu. No ano seguinte, ela se mudou com as filhas para Amsterdã. Em 1692, o casal Merian se divorciou. No mesmo ano, sua filha Johanna se casou com Jakob Hendrik Herolt, um bem-sucedido comerciante do Suriname. A pintora Rachel Ruysch acabou se tornando aprendiz de Maria Sibylla. A maneira que Maria encontrou para sobreviver foi vendendo suas pinturas junto de Johanna para um colecionador de arte. Em 1698, ela vivia em uma boa casa na rua Kerkstraat, no centro de Amsterdã.
Em 1699, a cidade lhe concedeu uma autorização para viajar ao Suriname, junto de sua filha mais nova, Dorothea Maria. Em 10 de julho, as duas embarcaram no porto da cidade. O objetivo era passar cinco anos ilustrando novas espécies de insetos. Para financiar sua expedição, ela precisou vender 255 de suas pinturas. Ainda que ela não estivesse sob contrato de nenhuma empresa ou corporação comercial, parte de sua expedição foi financiada pelos diretores da Companhia Holandesa das Índias Ocidentais.

### Suriname
Maria e sua filha chegaram em setembro do mesmo ano ao Suriname, onde conheceram o governador, Paulus van der Veen. Trabalhou lá por dois anos, viajando pela colônia, desenhando animais e plantas, registrando nomes locais nativos de plantas e descrevendo seus usos medicinais. Maria não foi bem recebida pelos comerciantes da colônia, que achavam não haver nada interessante por lá para ser registrado. Ela também condenou o tratamento cruel dado aos escravizados, tendo consultado muitos deles para seus registros.
Em junho de 1701, Maria contraiu malária e foi forçada a voltar para Amsterdã, onde abriu uma loja, onde vendia espécimens, pinturas, gravuras e livros sobre a vida local do Suriname. Em 1705, publicou o livro Metamorphosis Insectorum Surinamensium.

## Morte
Em 1715, Maria sofreu um AVC e mesmo parcialmente paralisada, ela continuou trabalhando. Maria Sibylla morreu em 13 de janeiro de 1717, em Amsterdã, aos 69 anos e foi sepultada no cemitério de Leiden. O livro Erucarum Ortus Alimentum et Paradoxa Metamorphosis, uma coleção de seus trabalhos, foi publicado postumamente por sua filha Dorothea.

## Galeria

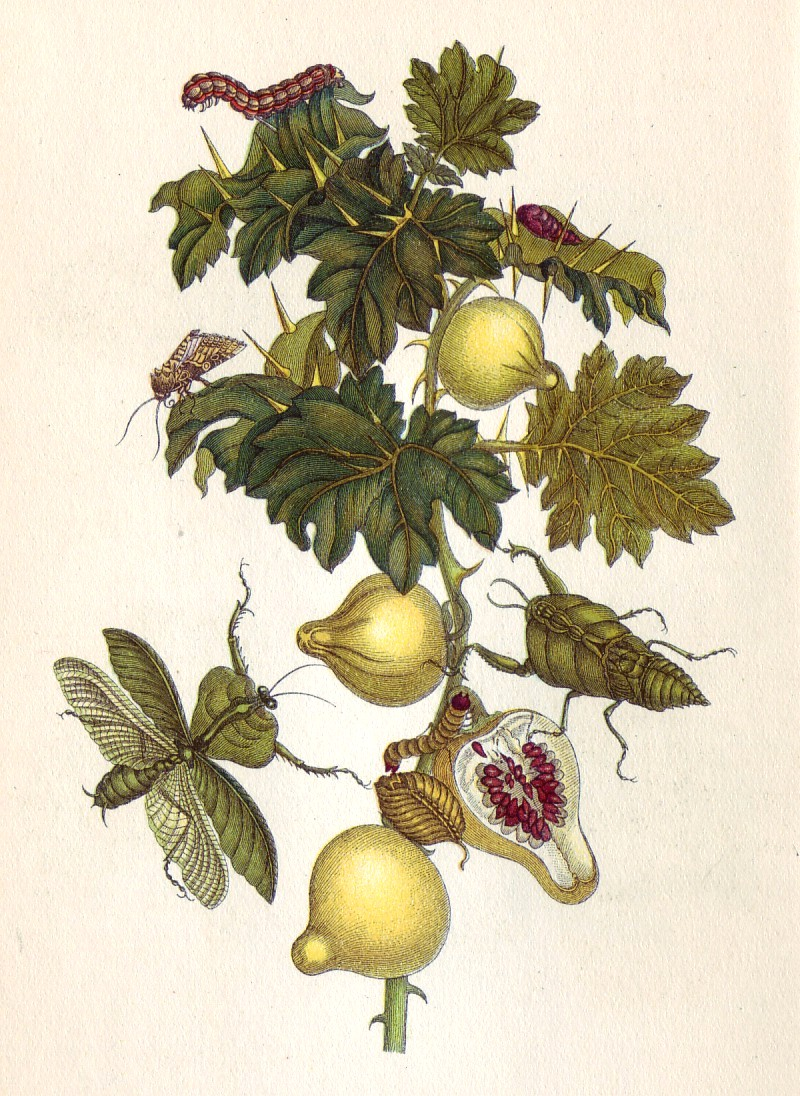
Iluminura de Metamorphosis insectorum Surinamensium, placa XXVII. Musa paradisiaca, 1705
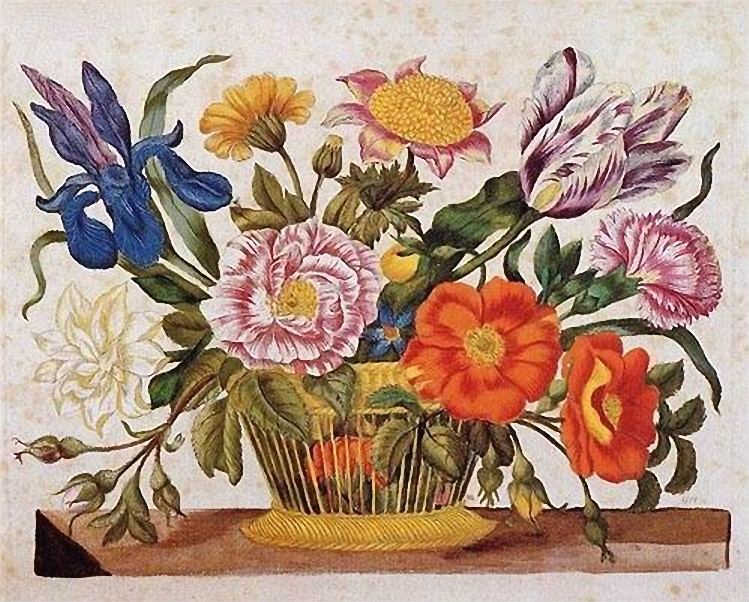
Uma das ilustrações de Neue Blumenbuch
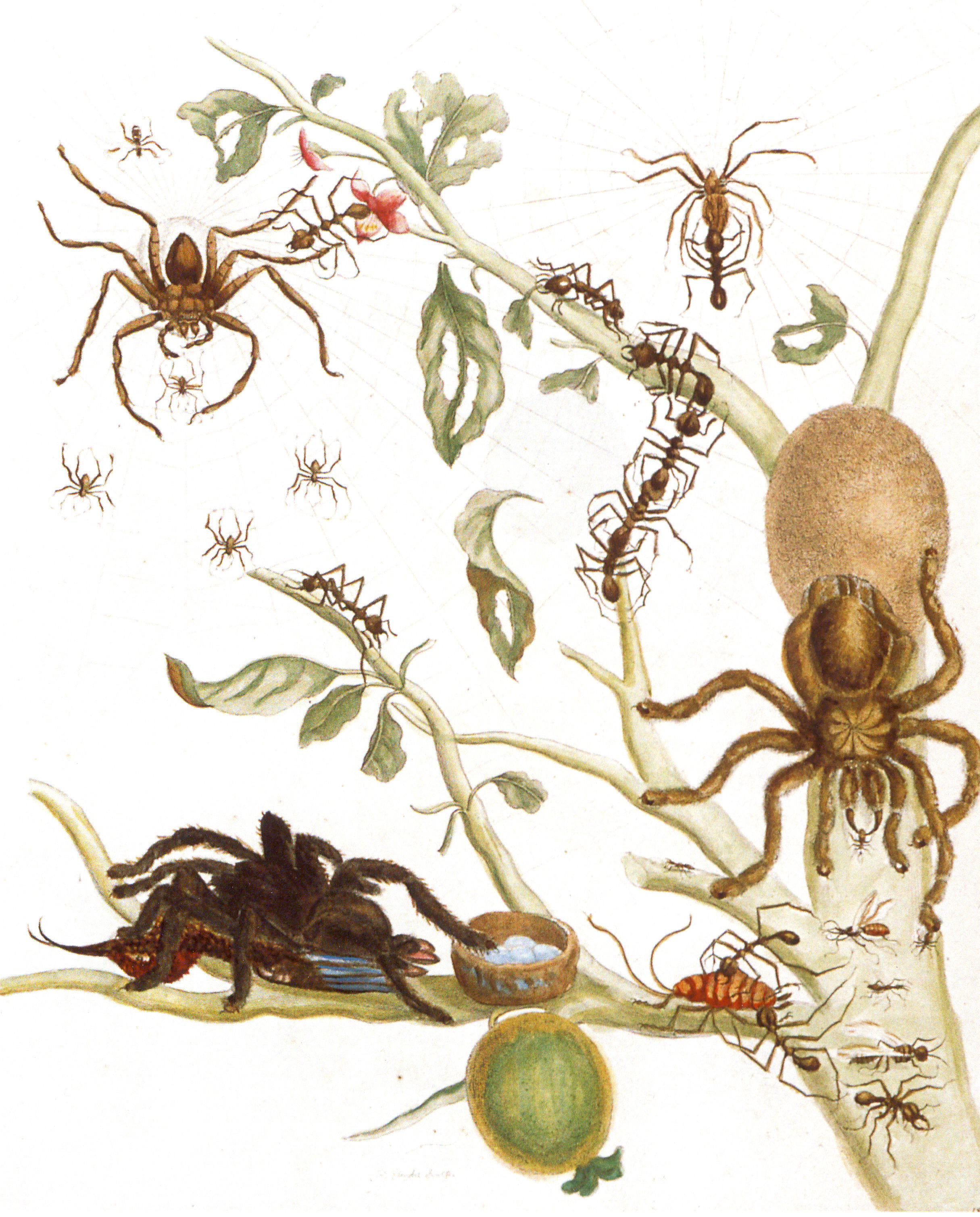
Gravura de Metamorphosis insectorum Surinamensium, placa XLIII. "Aranhas, formigas e beija-flor num galho de goiaba", 1705
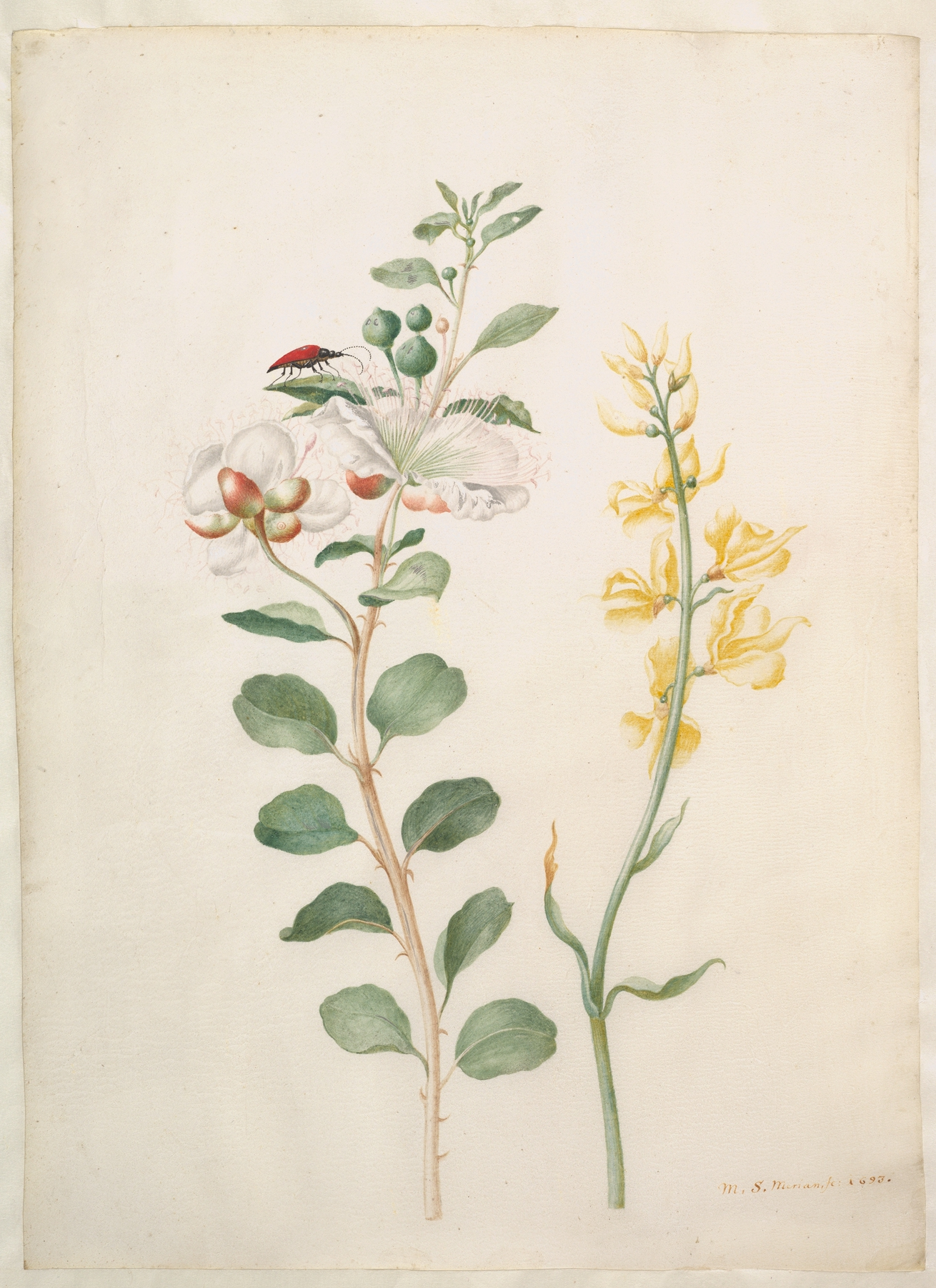
Estudo de carpos, tojo e um besouro, 1693
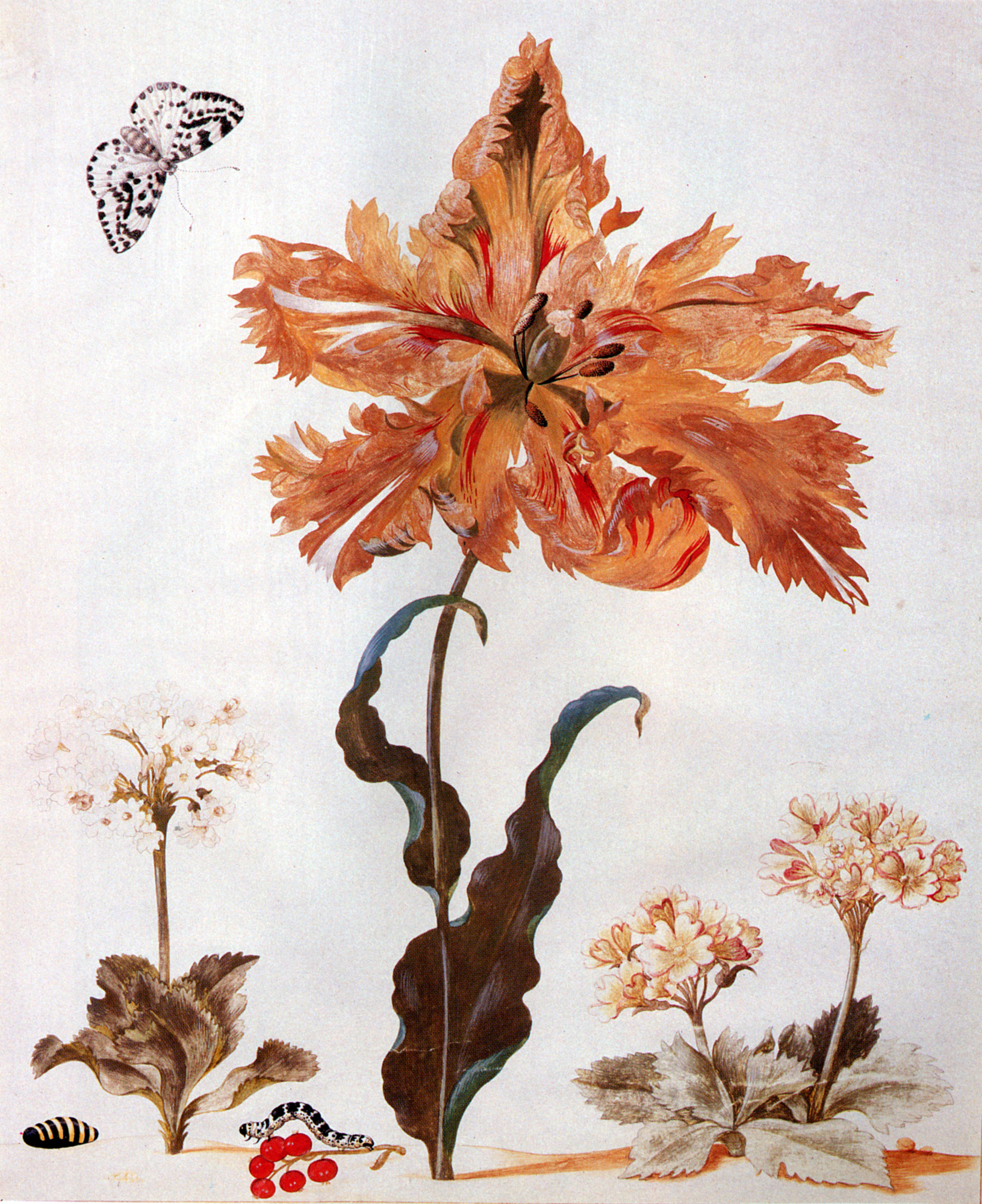
Tulipa, lagartas e uma mariposa, aquarela